# Джексон, Энн
Энн Джексон (англ. Anne Jackson; 3 сентября 1925 — 12 апреля 2016) — американская актриса, номинировавшаяся на премии «Эмми», «Грэмми» и «Тони».

## Жизнь и карьера
Анна Джун Джексон родилась в Миллвэйл, штат Пенсильвания, в семье косметолога. Она обучалась в Neighborhood Playhouse в Нью-Йорке и в 1944 году дебютировала на бродвейской сцене. В 1956 году она получила номинацию на премию «Тони» за выступление в пьесе «Посреди ночи». В общей сложности актриса появилась в более тридцати различных бродвейских постановках на протяжении своей карьеры.
На большом экране Энн Джексон появилась в таких фильмах как «Такие молодые, такие плохие», «Путешествие» и «Большая история». Она сыграла главные женские роли в фильмах «Выход тигра» и «Тайная жизнь американской жены». У неё также были заметные роли в фильмах «Любовники и другие незнакомцы», «Сияние», «Женщина по имени Голда» и «Предки». На телевидении она появилась в нескольких десятков сериалов, начиная от «Роды» и заканчивая «Скорой помощью». В 1967 году она была номинирована на «Эмми» за роль в телефильме «Дорогие друзья».
5 марта 1948 года Энн Джексон вышла замуж за актёра Эли Уоллаха (1915—2014). У них родилось трое детей: Питер, Роберта и Кэтрин. Пережила супруга на два года: скончалась 12 апреля 2016 года в возрасте 90 лет в своём доме на Манхэттене.